# رافاييل أنخيل كالديرون فورنييه
رافاييل أنخيل كالديرون فورنييه (بالإسبانية: Rafael Ángel Calderón Fournier)‏ (و. 1949 – م) هو سياسي، ومحام من كوستاريكا ولد في ديريامبا.

## روابط خارجية
- رافاييل أنخيل كالديرون فورنييه على موقع الموسوعة البريطانية (الإنجليزية)
- رافاييل أنخيل كالديرون فورنييه على موقع مونزينجر (الألمانية)